# Oscar Yona
Oscar Yona – izraelski bokser, reprezentant kraju na Mistrzostwach Świata 1982 w Monachium.
W grudniu 1979 rywalizował na Mistrzostwach Świata Juniorów 1979 w Jokohamie. Odpadł w eliminacjach, przegrywając z Japończykiem Seiki Segawą. Na Mistrzostwach Świata 1982 w Monachium odpadł w 1/16 finału, przegrywając przez dyskwalifikację z Nigeryjczykiem Joe Orewą.